# JR West série 221
Pour les articles homonymes, voir Serie 221 (homonymie).
La série 221 (221系電車, 221 Keidensha) est un type de rame automotrice japonaise à courant continu exploitée par la West Japan Railway Company (JR West) et apparue en 1989.

## Histoire
C'est le premier modèle décidé et fabriqué par JR West après sa creation. En 1987 la Japanese National Railways (JNR) se privatise et se divise en plusieurs entreprises privées (JR East, JR West etc.).
Il a été pensé de conception comme un train express limité, et symbolisant la naissance de la JR West (question d'image envers les autres entreprises). Il était prévu, pour être exploité sur les lignes de la zone Keihanshin, la ligne principale Sanyō et la ligne Yamatō ou la concurrence avec les opérateurs privés est féroce (Keihan, etc.).
À l'origine le nom prévu était Série 215/217 en continuité avec les séries 213. Mais la JR West choisit de se distinguer de l'ancienne JNR, en sélectionnant une nouvelle plage de nombres et le numéro 221 est choisi (on utilise toujours les nombres impairs pour designer les automotrices électriques)
Afin de rivaliser avec les chemins de fer privés concurrents, on s'est concentré sur un confort élevé et des performances de conduite à grande vitesse. On a également imaginé un concept qui incorpore des sièges transversaux convertibles pour le sens de la marche, une caisse à trois portes et une structure de fenêtres continues entre les portes offrant une voiture lumineuse avec de grandes fenêtres.
Ces trains devaient, en même temps, être capables d’accepter de fortes charges pour un fort trafic passagers.
Kinki Sharyo, Kawasaki Heavy Industries et Hitachi étaient principalement chargés de la fabrication, mais certains trains ont été assemblés dans l'usine de Takatori et l'usine de véhicules Goto.
En 1990, la série 221 est lauréate du Laurel Prize du Japan Railfan Club.

## Design
La forme frontale hérite du design du Kuro 212 avec un accent sur la visibilité, la résistance à l'air et une belle apparence. Pour cela une large vitre englobe l'avant du véhicule débordant sur les côtés, et offrant une excellente visibilité au conducteur.
En outre, une porte de secours est installée au centre pour tenir compte de déplacements dans des sections souterraines (obligatoire au Japon), et du point de vue de la conception et de la prévention des courants d'air, il s'agit d'une porte à ouverture vers l'extérieur, et l'étanchéité à l'air est maintenue avec un caoutchouc d'étanchéité expansible.
Les vitres latérales ont été considérablement élargies dans le sens vertical par rapport aux trains précédemment construits, et mesurent maintenant 1 m de hauteur. De plus, une fenêtre étroite a été disposée en continu pour chaque siège de sorte que le paysage extérieur puisse être vu de n'importe quel siège. L'extérieur avec de grandes fenêtres est une caractéristique unique de la série 221. Certains trains ont changé leur vitres pour du verre fumé vert athermique.
Les couleurs choisies étant une base d'un blanc pur avec des bandes beiges et marron (couleur raisin n ° 2) et une bande bleue représentant la JR West.

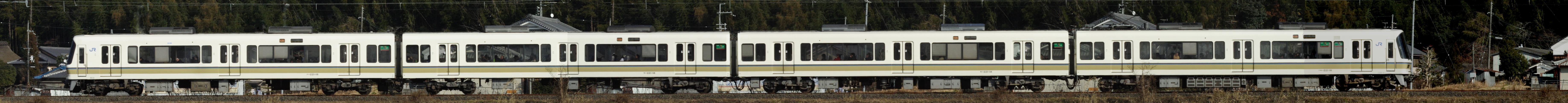
Vue latérale du train à 4 voitures série 221 (Kuha 221-18, Saha 221-18, Moha 221-18, Kumoha 221-18)

## Caractéristiques
Les trains utilisent une girouette de destination type bi-mode papier/Led, que ce soit de front ou latérale jusqu'en 2020... entre-temps un remplacement par des affichages Led Couleur a été mis en place dès 2017.
En réponse à l'accident mortel (une chute de passager survenue à la gare de Maikō en décembre 2010), l'installation de capots de prévention des chutes inter-véhicules a été lancée sur cette série, qui est souvent exploitée en unité multiple.

## Operations
- Ligne principale Tōkaidō  (Maibara - Kōbe, jusqu'en 2023)
- Ligne principale Sanyō (Kōbe - Kamigōri, jusqu'en 2023)
- Ligne principale Hokuriku (Nagahama - Maibara, jusqu'en 2023)
- Ligne Kosei (Yamashina - Ōmi-Imazu)
- Ligne circulaire d'Osaka  (Seulement en Rapid service, Regional Rapid service et Local)
- Ligne de l'aéroport du Kansai (Ligne Yamatoji) (Kamo - JR Namba)
- Ligne Nara
- Ligne Sakurai (Manyō-Mahoroba Line)
- Ligne Wakayama (Ōji - Gojō)
- Ligne Akō (Aioi - Banshū-Akō, jusqu'en 2023)
- Ligne principale San'in (Ligne Sagano) (Kyoto - Fukuchiyama)
- Ligne Bantan (Himeji - Teramae, jusqu'en 2023)

## Formations
Information:
- MoHa ou Moha (モハ) →Motrice sans cabine
- SaHa ou Saha (サハ) →Remorque sans cabine
- KuHa ou Kuha (クハ) →Remorque avec cabine
- KuMoHa ou Kumoha (クモハ) →Motrice avec cabine
- Cont: Dispositif de contrôle du véhicule,
- SIV : Alimentation auxiliaire (onduleur statique)
- CP: Compresseur d'air,
- ♀: Véhicule réservé aux femmes
- < , > ou <> : pantographe

En date du 1er Octobre 2012, la flotte consistait à 474 vehicules, en formation de  2, 4-, 6, et 8 voitures, basées aux dépôts de Kyoto, Nara, et Aboshi .

### Dépôt d'Aboshi

#### 8 voitures
Préfixe "A"
|              | ← Kobe/Osaka/Himeji Maibara/Kyoto/Tennōji (Osaka) → |          |           |          |           |          |          |            |
|              |                                                     |          |           |          |           |          |          |            |
|              |                                                     |          |           |          |           |          |          |            |
|              |                                                     |          |           |          |           |          |          |            |
|              |                                                     |          |           |          |           |          |          |            |
| Voiture N°.  | 1                                                   | 2        | 3 <>      | 4        | 5 <>      | 6        | 7        | 8 <>       |
| Désignation  | Tc                                                  | T'       | M1        | T'       | M1        | T        | M'       | Mc         |
| Numérotation | KuHa 221                                            | SaHa 220 | MoHa 220  | SaHa 220 | MoHa 220  | SaHa 221 | MoHa 221 | KuMoHa 221 |
| Equipement   |                                                     | CP       | SIV, Cont | CP       | SIV, Cont |          | SIV, CP  | Cont       |

#### 6 voitures
Préfixe "B"
| ← Kobe/Osaka/Himeji Maibara/Kyoto/Tennōji (Osaka) → |          |          |           |          |          |            |
|                                                     |          |          |           |          |          |            |
|                                                     |          |          |           |          |          |            |
|                                                     |          |          |           |          |          |            |
|                                                     |          |          |           |          |          |            |
| Voiture N°.                                         | 1        | 2        | 3 <>      | 4        | 5        | 6 <>       |
| Désignation                                         | Tc       | T'       | M1        | T        | M'       | Mc         |
| Numérotation                                        | KuHa 221 | SaHa 220 | MoHa 220  | SaHa 221 | MoHa 221 | KuMoHa 221 |
| Equipement                                          |          | CP       | SIV, Cont |          | SIV, CP  | Cont       |

#### 4 voitures
Préfixe "C"
| ← Kobe/Osaka/Himeji Maibara/Kyoto/Tennōji (Osaka) → |          |          |          |            |
|                                                     |          |          |          |            |
|                                                     |          |          |          |            |
|                                                     |          |          |          |            |
|                                                     |          |          |          |            |
| Voiture N°.                                         | 1        | 2        | 3        | 4 <>       |
| Designation                                         | Tc       | T        | M'       | Mc         |
| Numérotation                                        | KuHa 221 | SaHa 221 | MoHa 221 | KuMoHa 221 |
| Equipement                                          |          |          | SIV, CP  | Cont       |

### Dépôt de Nara

#### 8 voitures
Préfixe "NB"
| ← Kobe/Osaka/Himeji Maibara/Kyoto/Tennōji (Osaka) → |          |          |           |          |           |          |          |            |
|                                                     |          |          |           |          |           |          |          |            |
|                                                     |          |          |           |          |           |          |          |            |
|                                                     |          |          |           |          |           |          |          |            |
|                                                     |          |          |           |          |           |          |          |            |
| Voiture N°.                                         | 1        | 2        | 3 <>      | 4        | 5 <>      | 6        | 7        | 8 <>       |
| Désignation                                         | Tc       | T'       | M1        | T'       | M1        | T        | M'       | Mc         |
| Numérotation                                        | KuHa 221 | SaHa 220 | MoHa 220  | SaHa 220 | MoHa 220  | SaHa 221 | MoHa 221 | KuMoHa 221 |
| Equipement                                          |          | CP       | SIV, Cont | CP       | SIV, Cont |          | SIV, CP  | Cont       |

#### 6 voitures
Préfixe "NC"
| ← Kobe/Osaka/Himeji Maibara/Kyoto/Tennōji (Osaka) → |          |          |           |          |          |            |
|                                                     |          |          |           |          |          |            |
|                                                     |          |          |           |          |          |            |
|                                                     |          |          |           |          |          |            |
|                                                     |          |          |           |          |          |            |
| Voiture N°.                                         | 1        | 2        | 3 <>      | 4        | 5        | 6 <>       |
| Désignation                                         | Tc       | T'       | M1        | T        | M'       | Mc         |
| Numérotation                                        | KuHa 221 | SaHa 220 | MoHa 220  | SaHa 221 | MoHa 221 | KuMoHa 221 |
| Equipement                                          |          | CP       | SIV, Cont |          | SIV, CP  | Cont       |

#### 4 voitures
Préfixe "NA"
| ← Kobe/Osaka/Himeji Maibara/Kyoto/Tennōji (Osaka) → |          |          |          |            |
|                                                     |          |          |          |            |
|                                                     |          |          |          |            |
|                                                     |          |          |          |            |
|                                                     |          |          |          |            |
| Voiture N°.                                         | 1        | 2        | 3        | 4 <>       |
| Designation                                         | Tc       | T        | M'       | Mc         |
| Numérotation                                        | KuHa 221 | SaHa 221 | MoHa 221 | KuMoHa 221 |
| Equipement                                          |          |          | SIV, CP  | Cont       |
| Designation                                         | Tc'      | M1       | T        | Mc1        |
| Numérotation                                        | KuHa 220 | MoHa 220 | SaHa 220 | KuMoHa 220 |
| Equipement                                          | CP       | Cont,SIV | CP       | SIV, Cont  |

### Dépôt de Kyoto

#### 4 voitures
Préfixe "K"
| ← Kobe/Osaka/Himeji Maibara/Kyoto/Tennōji (Osaka) → |          |          |          |            |
|                                                     |          |          |          |            |
|                                                     |          |          |          |            |
|                                                     |          |          |          |            |
|                                                     |          |          |          |            |
| Voiture N°.                                         | 1        | 2        | 3        | 4 <>       |
| Designation                                         | Tc       | T        | M'       | Mc         |
| Numérotation                                        | KuHa 221 | SaHa 221 | MoHa 221 | KuMoHa 221 |
| Equipement                                          |          |          | SIV, CP  | Cont       |

Les KuMoHa 221 dans certaines formations sont équipées avec un second "de-icing pantographe" (pour degivrer).

## Modelisme
La série 221 est vendue par le constructeur Kato à l'echelle N, en formation de 4-6-8 voitures.

## Galerie photos

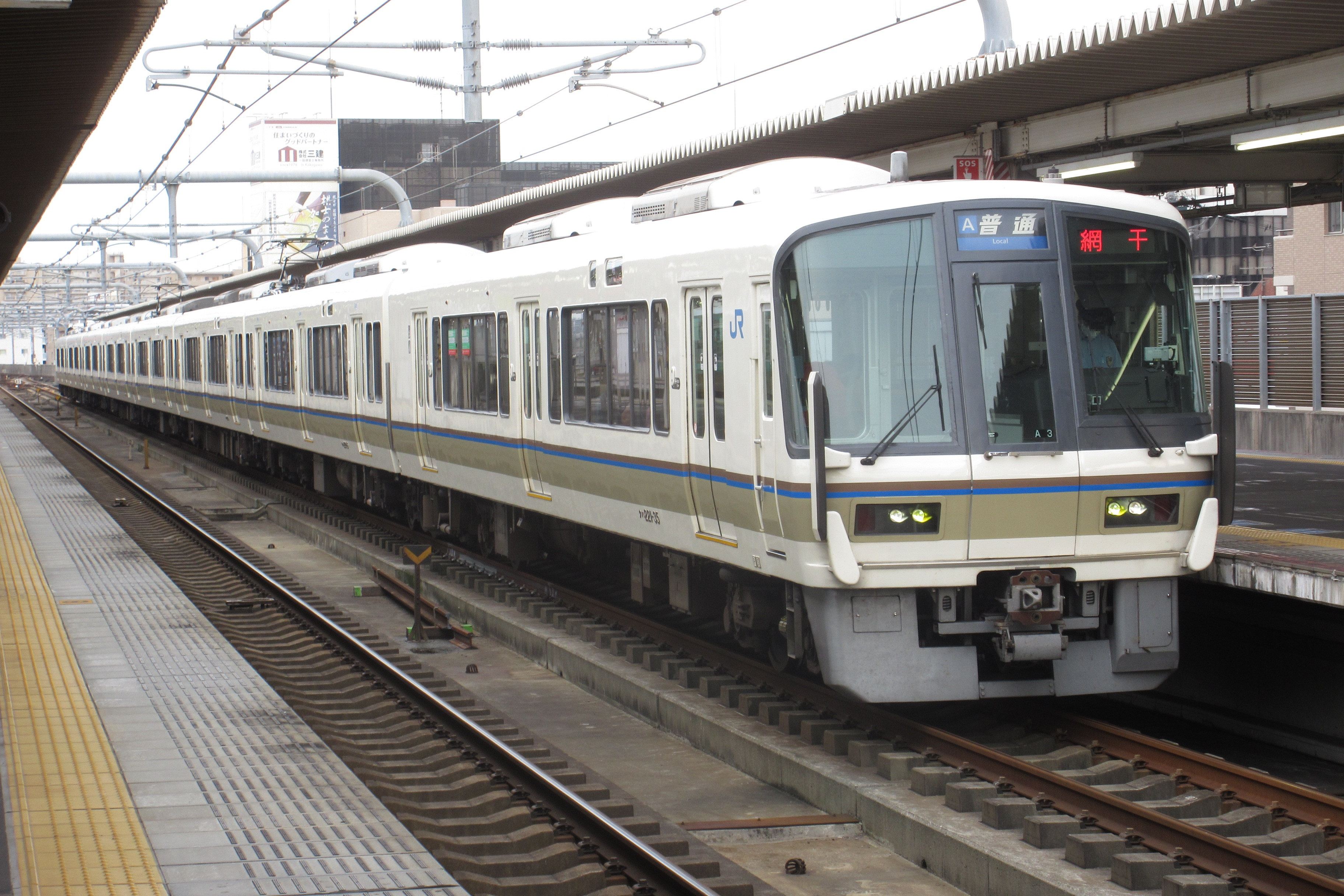
Une rame série 221 à la gare de Kakogawa sur la ligne Kobe.
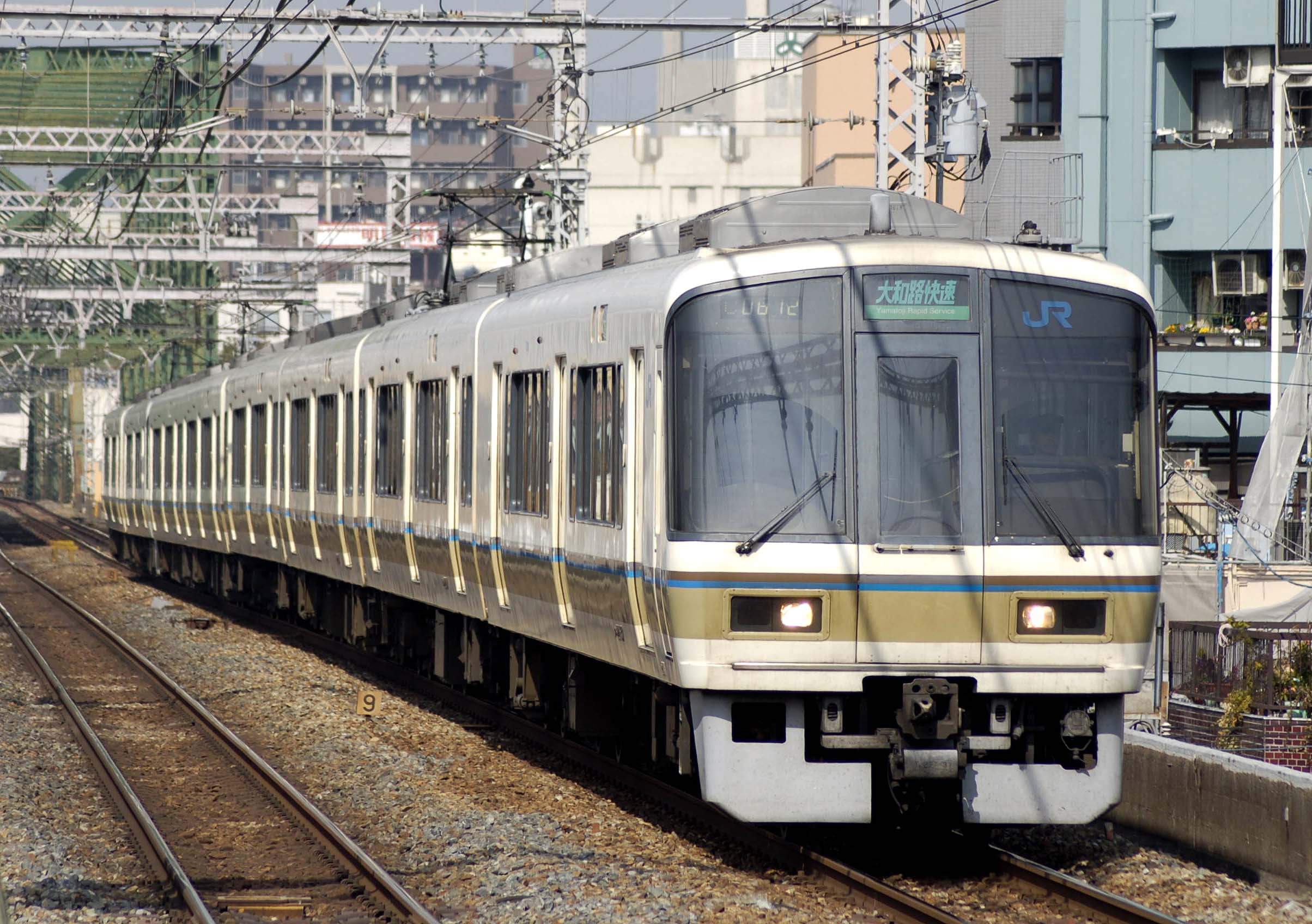
Série 221 sur le Yamatoji Rapid
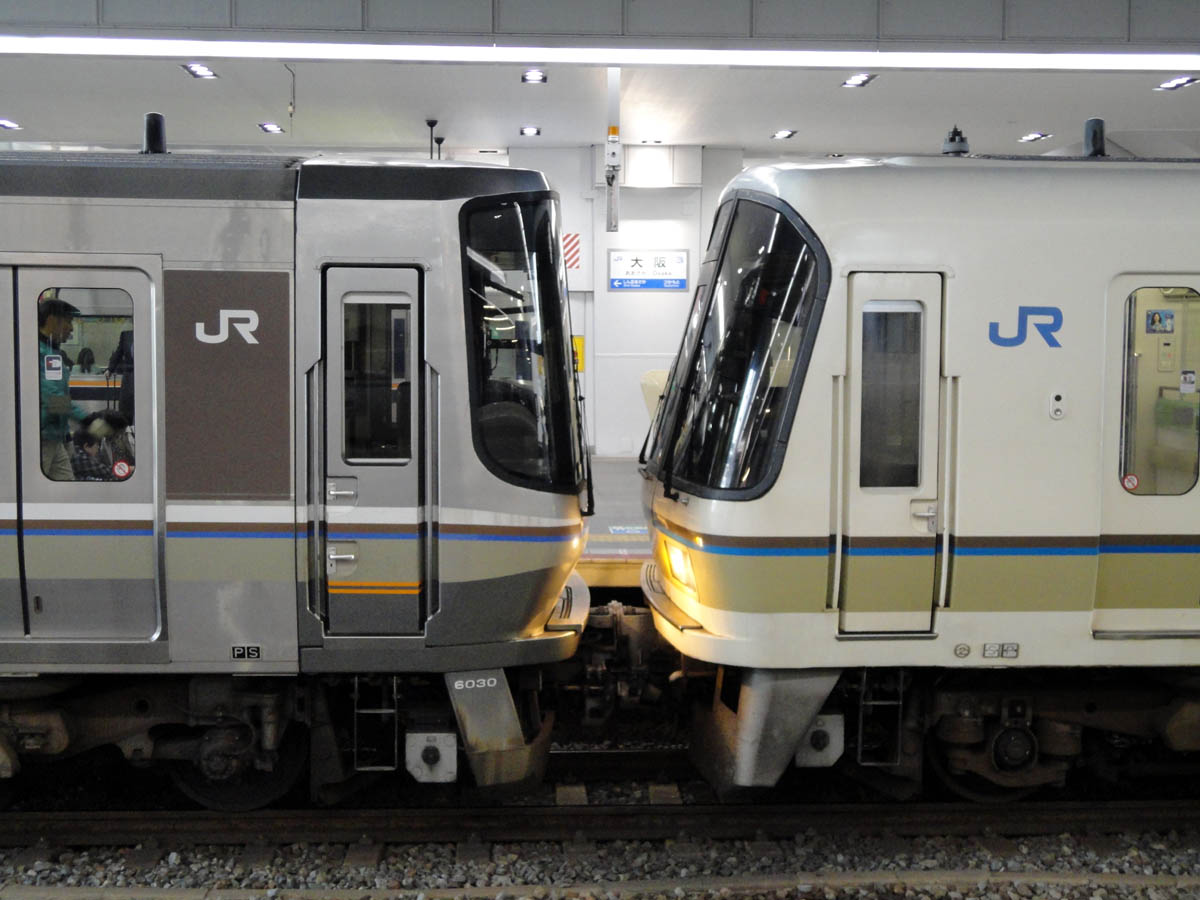
Serie 221 et 223 couplées
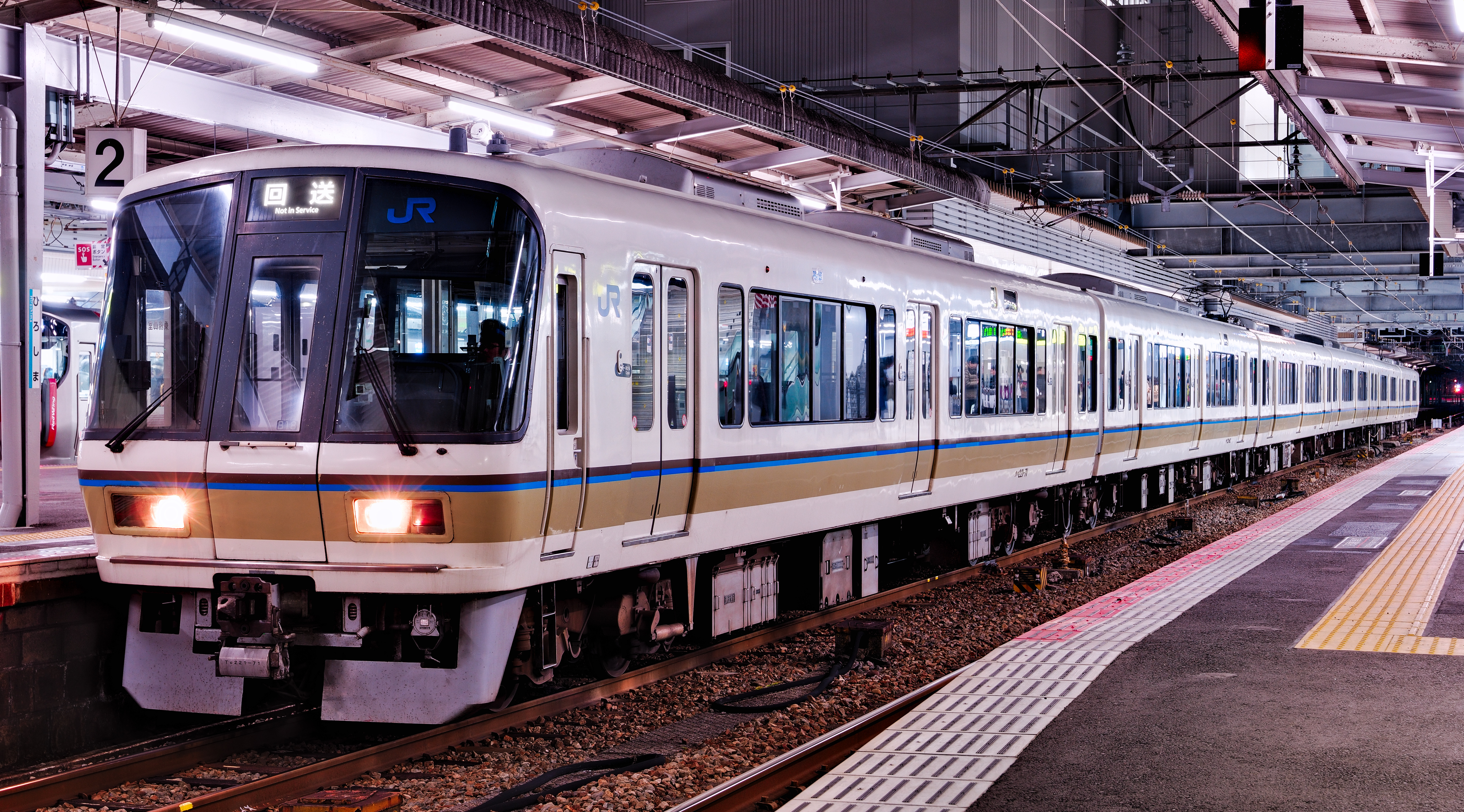
Rame B18 à Hiroshima
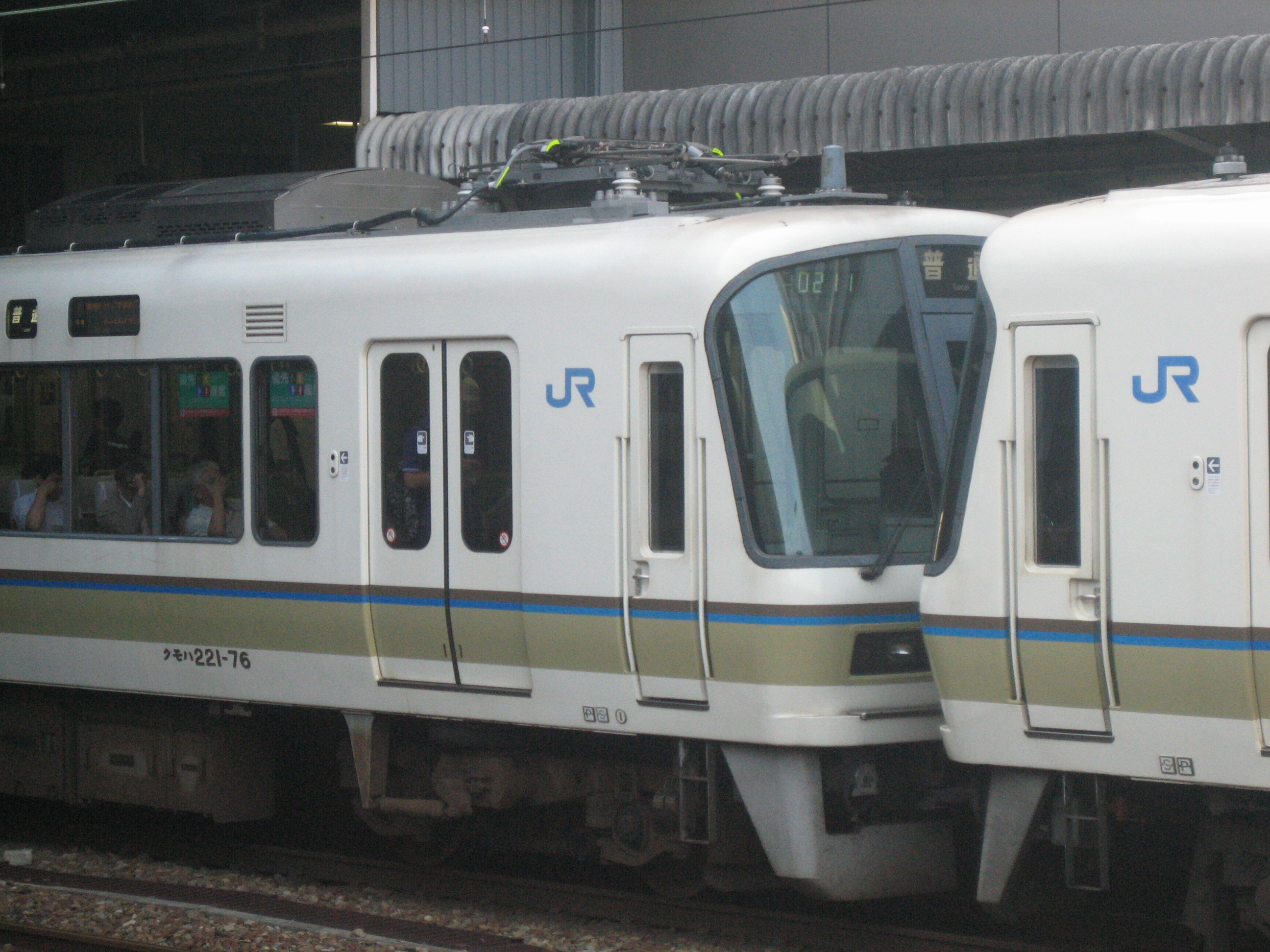
Serie 221 et son pantographe replié
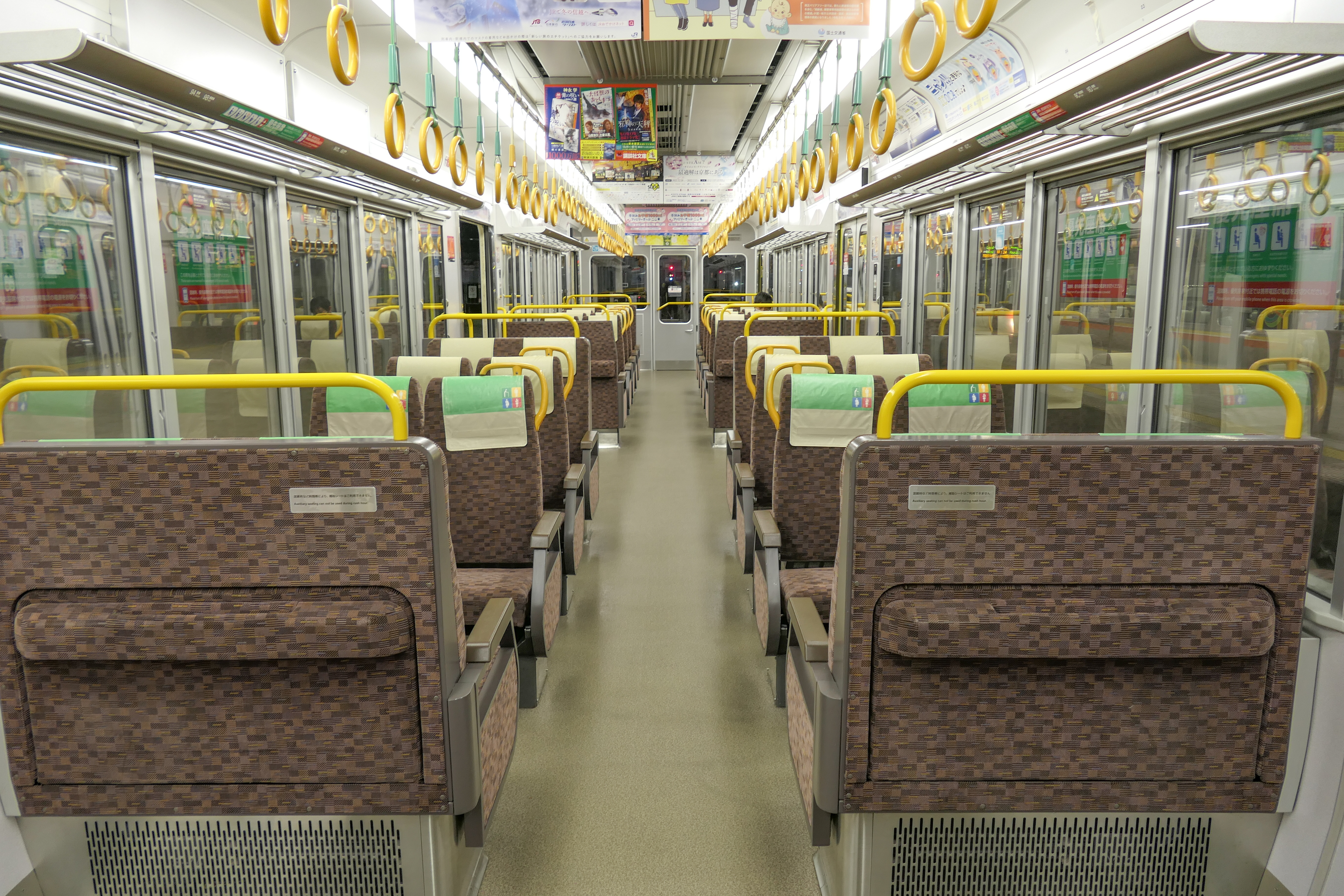
Interieur Serie 221
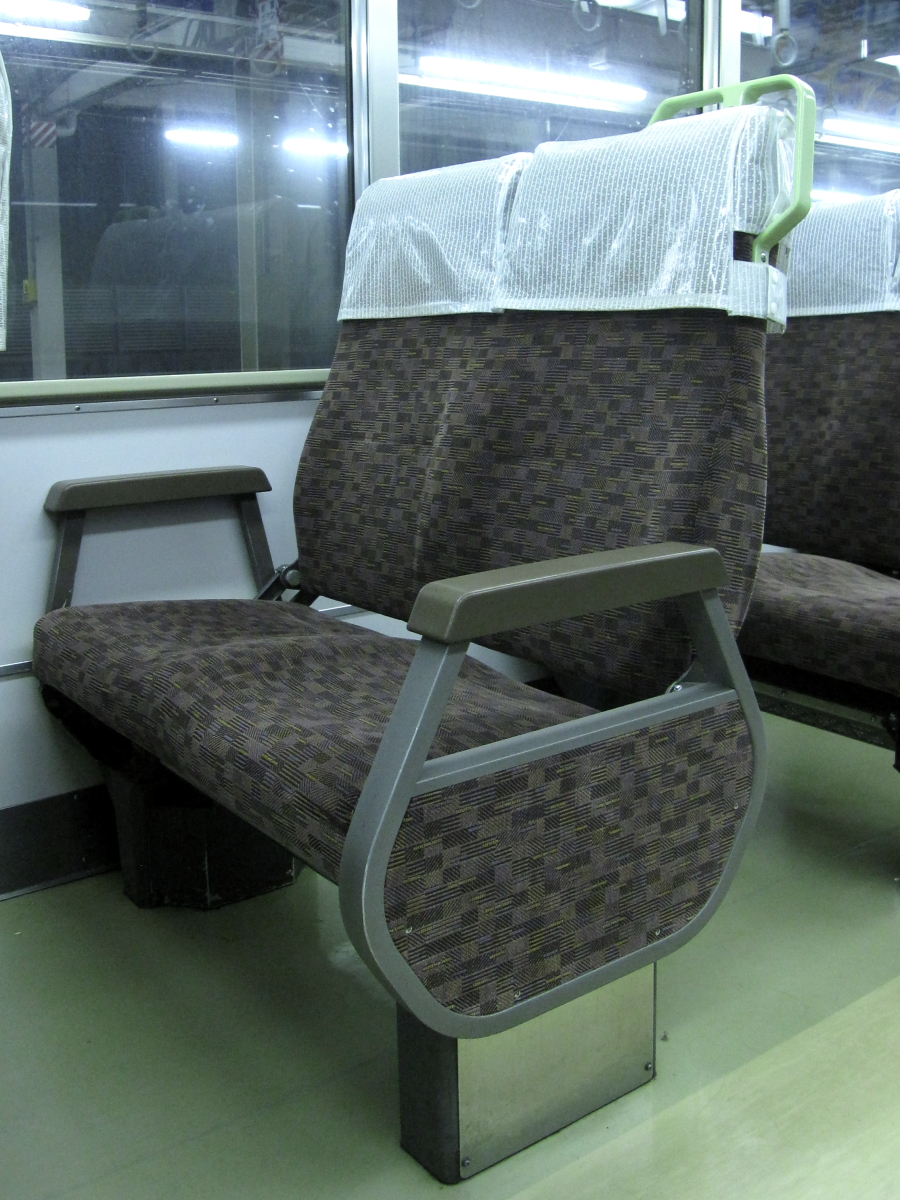
Siege modifiable avec dossier basculant
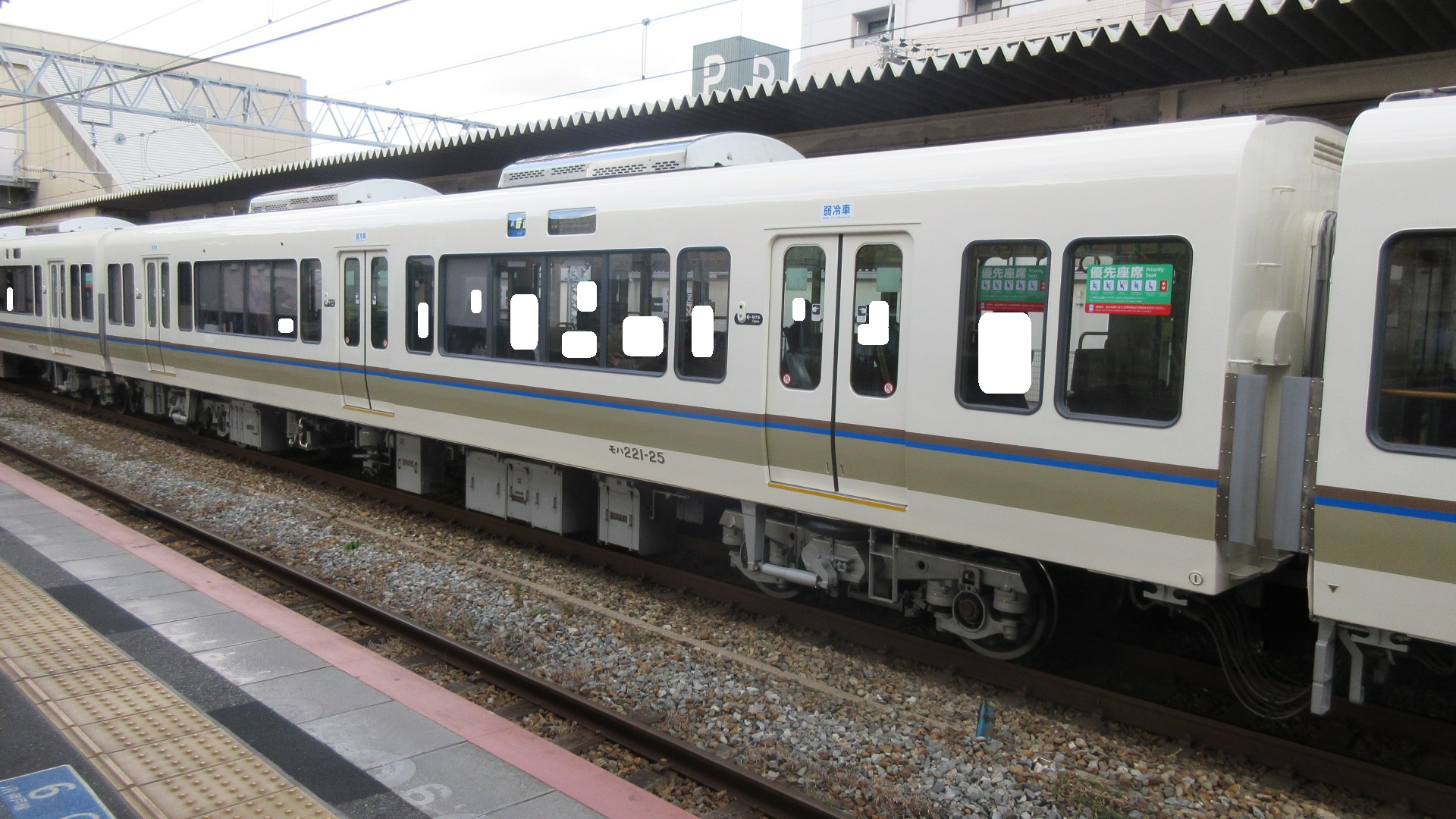
Moha/motrice (モハ) 221-25
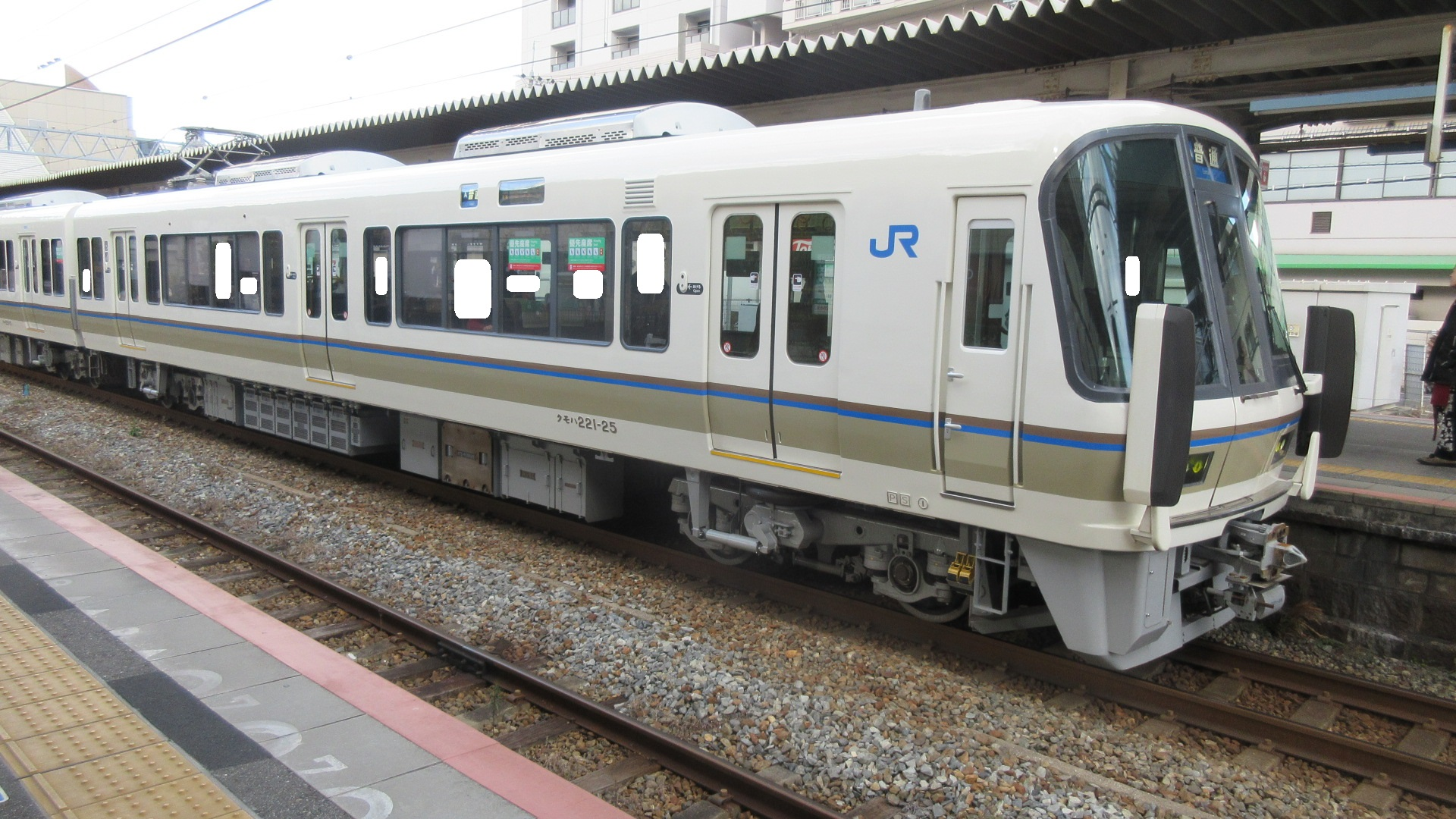
Kumoha/motrice avec cabine (クモハ) 221-25
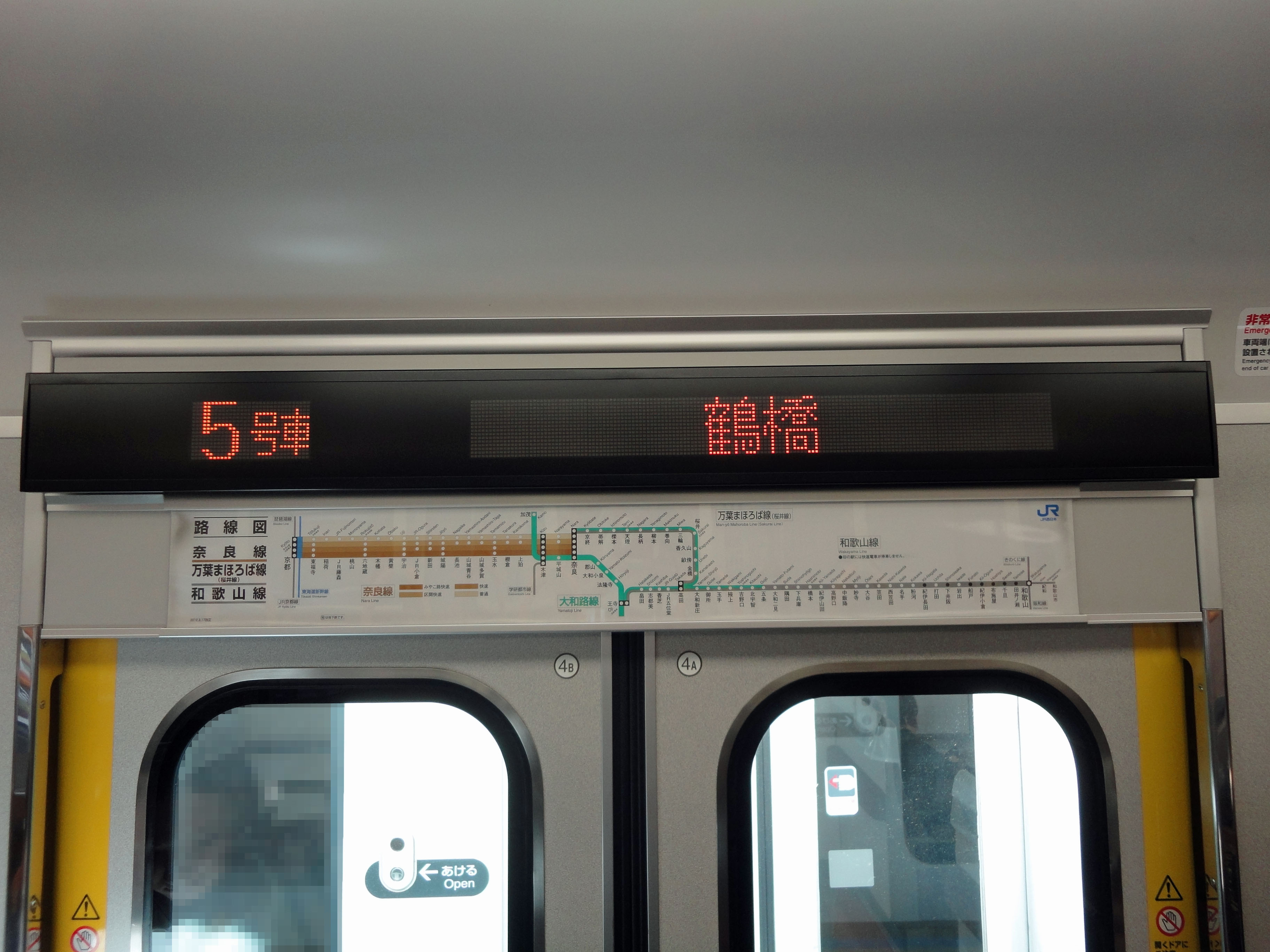
thermometre de ligne et affichage digital
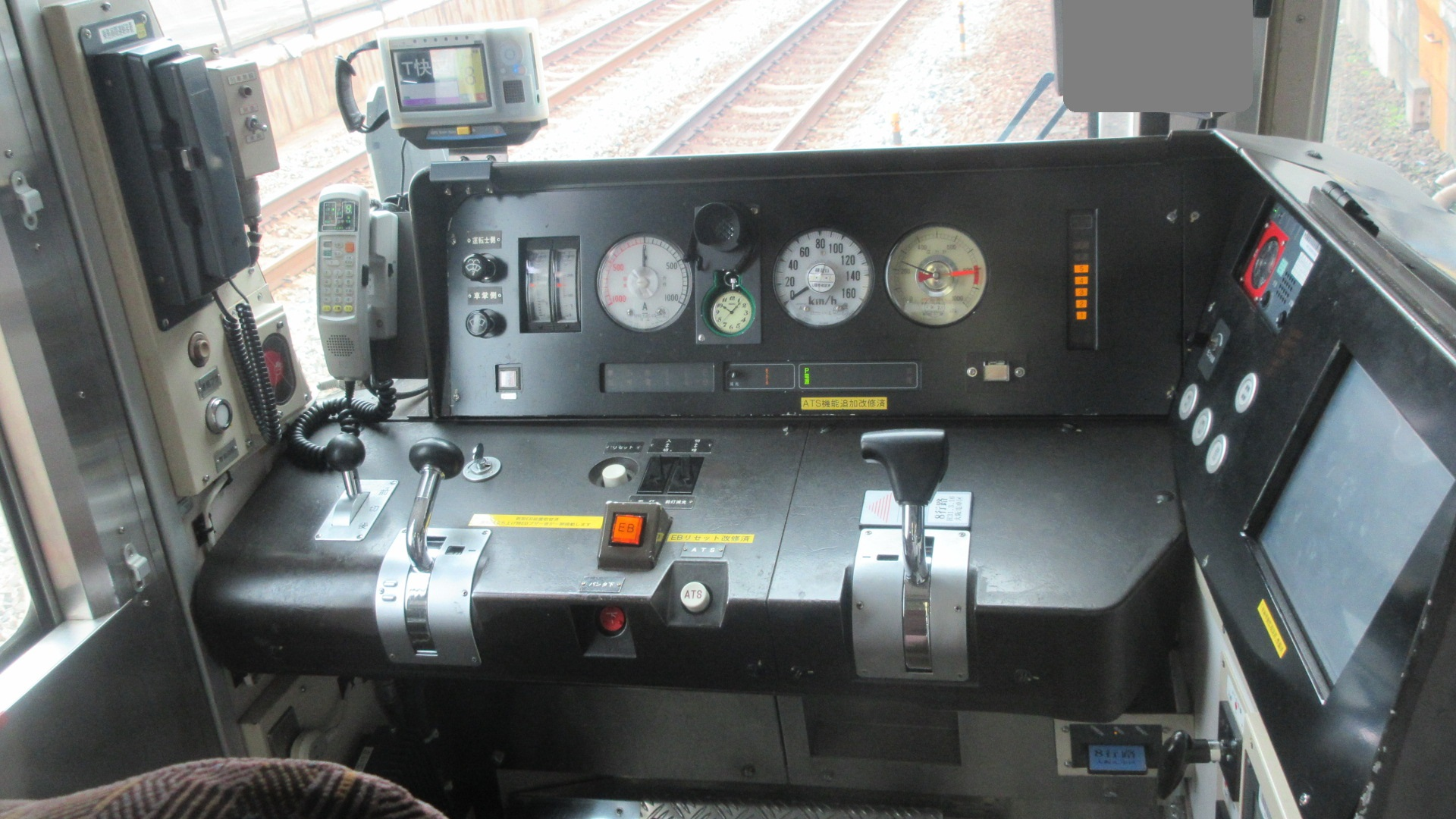
Poste de conduite